# مقاطعة كندا

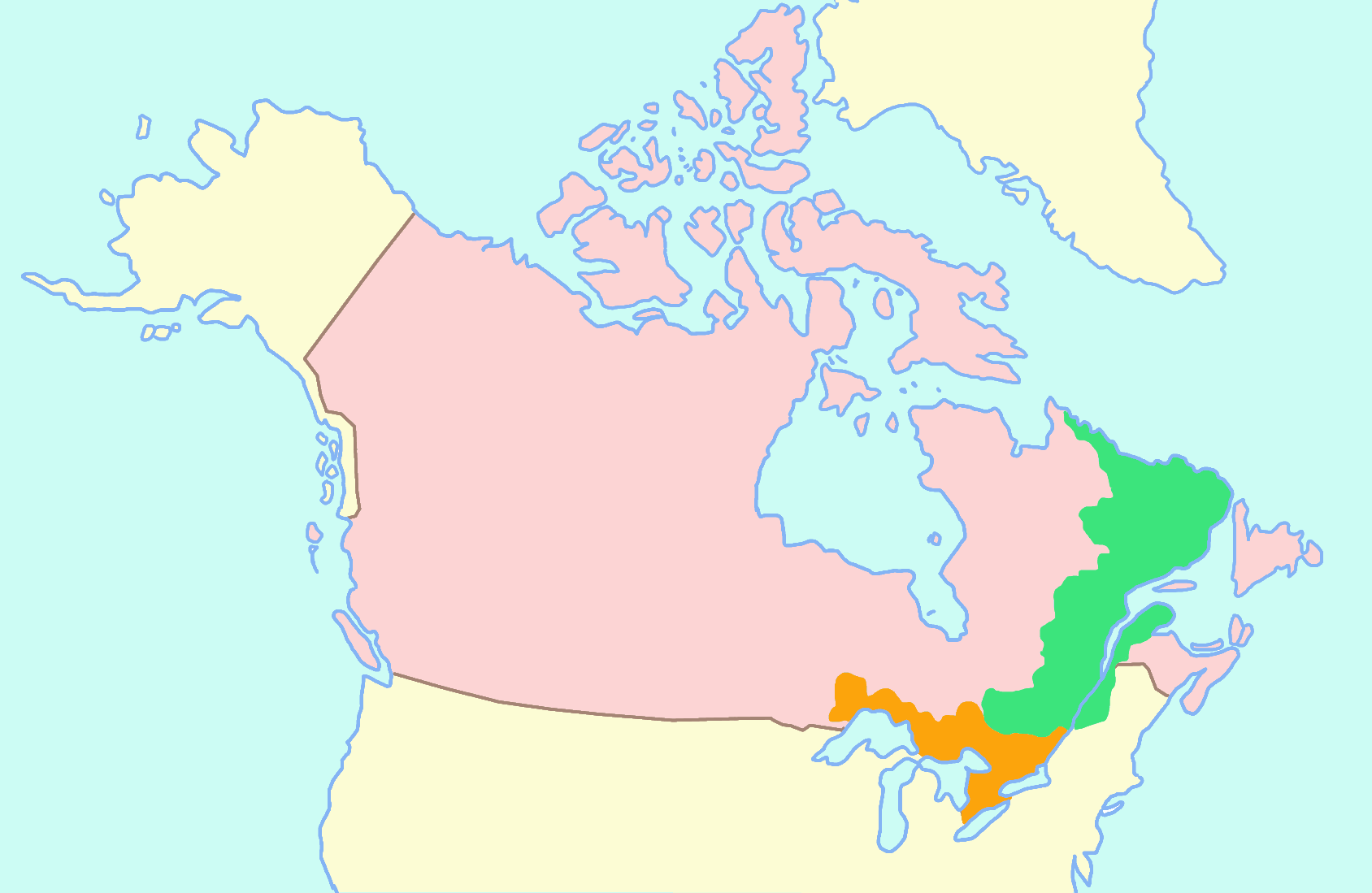
خريطة تُظهر مُقاطعة كندا.

كانت مقاطعة كندا (أو مقاطعة كندا المتحدة أو كندا المتحدة) مستعمرة بريطانية في أمريكا الشمالية من 1841 إلى 1867. عكس تشكيلها التوصيات التي قدمها جون لامبتون، إيرل دورهام الأول، في تقرير عن شؤون أمريكا الشمالية البريطانية في أعقاب ثورات 1837-1838 .
قانون الاتحاد لعام 1840، الذي أقره البرلمان البريطاني في 23 يوليو 1840 وتبناه التاج في 10 فبراير 1841، دمج مستعمرات كندا العليا وكندا السفلى بإلغاء برلماناتهما المنفصلة واستبدالها ببرلمان موحد ومجلسين، المجلس التشريعي باعتباره الغرفة العليا والجمعية التشريعية باعتبارها الغرفة الدنيا. في أعقاب ثورات 1837-1838، كان الدافع وراء توحيد الكنديتين عاملين. أولاً، كانت كندا العليا على وشك الإفلاس لأنها تفتقر إلى عائدات ضريبية مستقرة، وكانت بحاجة إلى موارد كندا السفلى الأكثر اكتظاظًا بالسكان لتمويل تحسينات النقل الداخلي. ثانيًا، كان التوحيد محاولة لإغراق الأصوات الفرنسية من خلال منح كل مقاطعة من المقاطعات السابقة نفس عدد المقاعد البرلمانية، على الرغم من زيادة عدد سكان كندا السفلى.
على الرغم من أن تقرير دورهام دعا إلى اتحاد كندا وحكومة مسؤولة (حكومة مسؤولة أمام هيئة تشريعية محلية مستقلة)، إلا أنه تم تنفيذ التوصية الأولى فقط في عام 1841. خلال السنوات السبع الأولى، كانت الحكومة تحت قيادة حاكم عام معين مسؤول فقط أمام التاج البريطاني ووزراء الملكة. لم تتحقق الحكومة المسؤولة حتى وزارة لافونتين-بالدوين الثانية في عام 1849، عندما وافق الحاكم العام جيمس بروس، إيرل إلجين الثامن، على طلب تشكيل مجلس وزراء على أساس أكبر حزب في الجمعية التشريعية، مما يجعل رئيس الوزراء رئيس الحكومة وتحويل الحاكم العام إلى دور أكثر رمزية.
مقاطعة كندا لم تعد موجودة في الاتحاد الكندي في 1 يوليو 1867، عندما تم تقسيمها إلى المقاطعات الكندية أونتاريو وكيبيك. ضمت أونتاريو المنطقة التي احتلتها مستعمرة كندا العليا البريطانية قبل عام 1841، في حين ضمت مقاطعة كيبيك المنطقة التي احتلتها مستعمرة كندا السفلى البريطانية قبل عام 1841 (والتي تضمنت لابرادور حتى عام 1809، عندما تم نقل لابرادور إلى مستعمرة نيوفاوندلاند البريطانية.). كانت كندا العليا تتحدث الإنجليزية بشكل أساسي، في حين أن كندا السفلى كانت تتحدث الفرنسية في المقام الأول.

## جغرافية

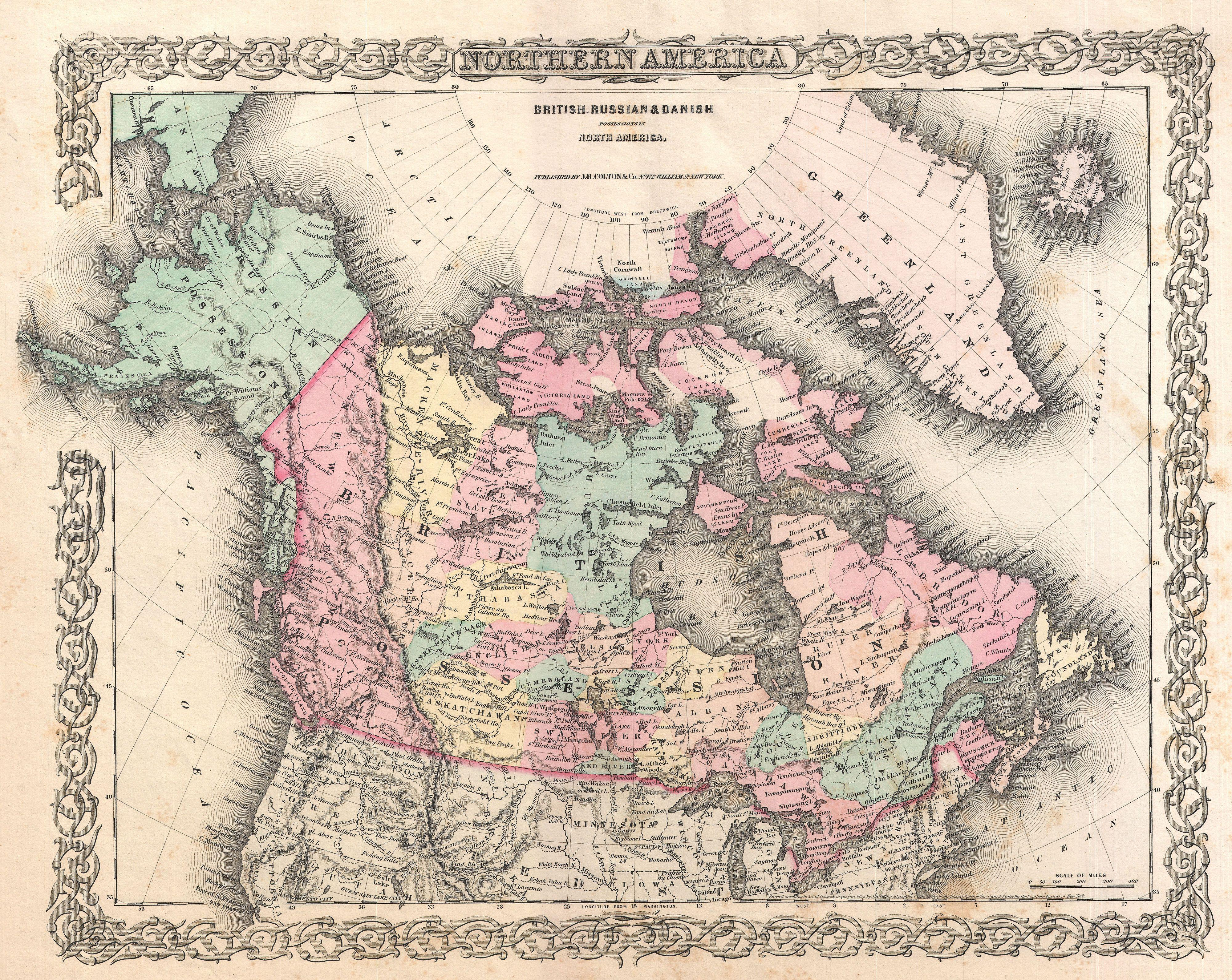
1855 خريطة لأمريكا الشمالية ، رسمها جوزيف كولتون ، تُظهر شرق كندا وغرب كندا

تم تقسيم مقاطعة كندا إلى قسمين: كندا الشرقية وكندا الغربية .

### كندا الشرقية
كندا الشرقية هي ما أصبحت مستعمرة كندا السفلى السابقة بعد اتحادها في مقاطعة كندا. ستصبح مقاطعة كيبيك بعد الكونفدرالية.

### كندا الغربية
كندا الغربية هي ما أصبح مستعمرة كندا العليا السابقة بعد أن تم توحيدها في مقاطعة كندا. ستصبح مقاطعة أونتاريو بعد الكونفدرالية.

## النظام البرلماني

### عواصم
تغير موقع عاصمة مقاطعة كندا ست مرات في تاريخها البالغ 26 عامًا. كانت أول عاصمة في كينغستون (1841-1844). انتقلت العاصمة إلى مونتريال (1844-1849) حتى احتج مثيرو الشغب، بدافع من سلسلة من المقالات الحارقة التي نُشرت في جريدة الغازيت ، على مشروع قانون خسائر التمرد وحرقوا مباني البرلمان في مونتريال. ثم انتقلت إلى تورنتو (1849-1852). انتقلت إلى مدينة كيبيك من 1852 إلى 1856، ثم تورنتو لمدة عام واحد (1858)[بحاجة لمصدر] قبل العودة إلى مدينة كيبيك من 1859 إلى 1866. في عام 1857، اختارت الملكة فيكتوريا أوتاوا كعاصمة دائمة لمقاطعة كندا، وبدأت في تشييد أول مباني البرلمان الكندي، على تل البرلمان. تم الانتهاء من المرحلة الأولى من هذا البناء في عام 1865، في الوقت المناسب تمامًا لاستضافة الجلسة النهائية للبرلمان الأخير لمقاطعة كندا قبل الكونفدرالية.

### المحافظون العامون
ظل الحاكم العام رئيسًا للإدارة المدنية للمستعمرة، عينته الحكومة البريطانية، ومسؤولًا أمامها، وليس أمام الهيئة التشريعية المحلية. وساعده المجلس التنفيذي والمجلس التشريعي. وساعد المجلس التنفيذي في الإدارة، وقام المجلس التشريعي بمراجعة التشريعات التي أصدرتها الجمعية التشريعية المنتخبة.

#### تشارلز بوليت طومسون، بارون سيدنهام الأول (1839-1841)

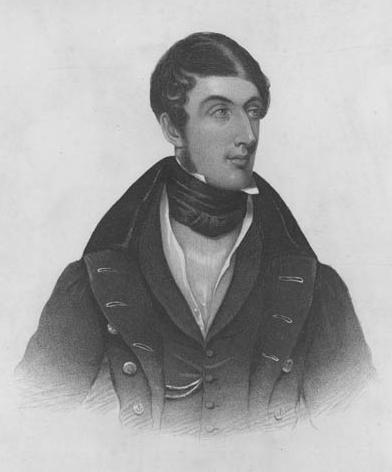
تشارلز بوليت طومسون

جاء سيدنهام من عائلة ثرية من تجار الأخشاب، وكان خبيرًا في الشؤون المالية، بعد أن خدم في مجلس التجارة الإنجليزي الذي نظم الأعمال المصرفية (بما في ذلك المستعمرة). لقد وُعد ببارونية إذا تمكن من تنفيذ اتحاد كندا بنجاح، وإدخال شكل جديد من الحكومة البلدية، المجلس المحلي. كان الهدف من كلا التدريبات في بناء الدولة هو تعزيز سلطة الحاكم العام، وتقليل تأثير التصويت الفرنسي المتفوق عدديًا، وبناء «حزب وسط» يستجيب له، بدلاً من ميثاق العائلة أو المصلحون. كان سيدنهام يمينيًا يؤمن بالحكومة العقلانية، وليس «الحكومة المسؤولة». لتنفيذ خطته، استخدم العنف الانتخابي على نطاق واسع من خلال النظام البرتقالي. جهوده لمنع انتخاب لويس لافونتين، زعيم الإصلاحيين الفرنسيين، أحبطها ديفيد ويلسون، زعيم أطفال السلام، الذي أقنع ناخبي سباق يورك الرابع بتجاوز التحيز اللغوي وانتخاب لافونتين في الناطقين باللغة الإنجليزية في كندا الغربية.

#### تشارلز باجوت (1841-1843)

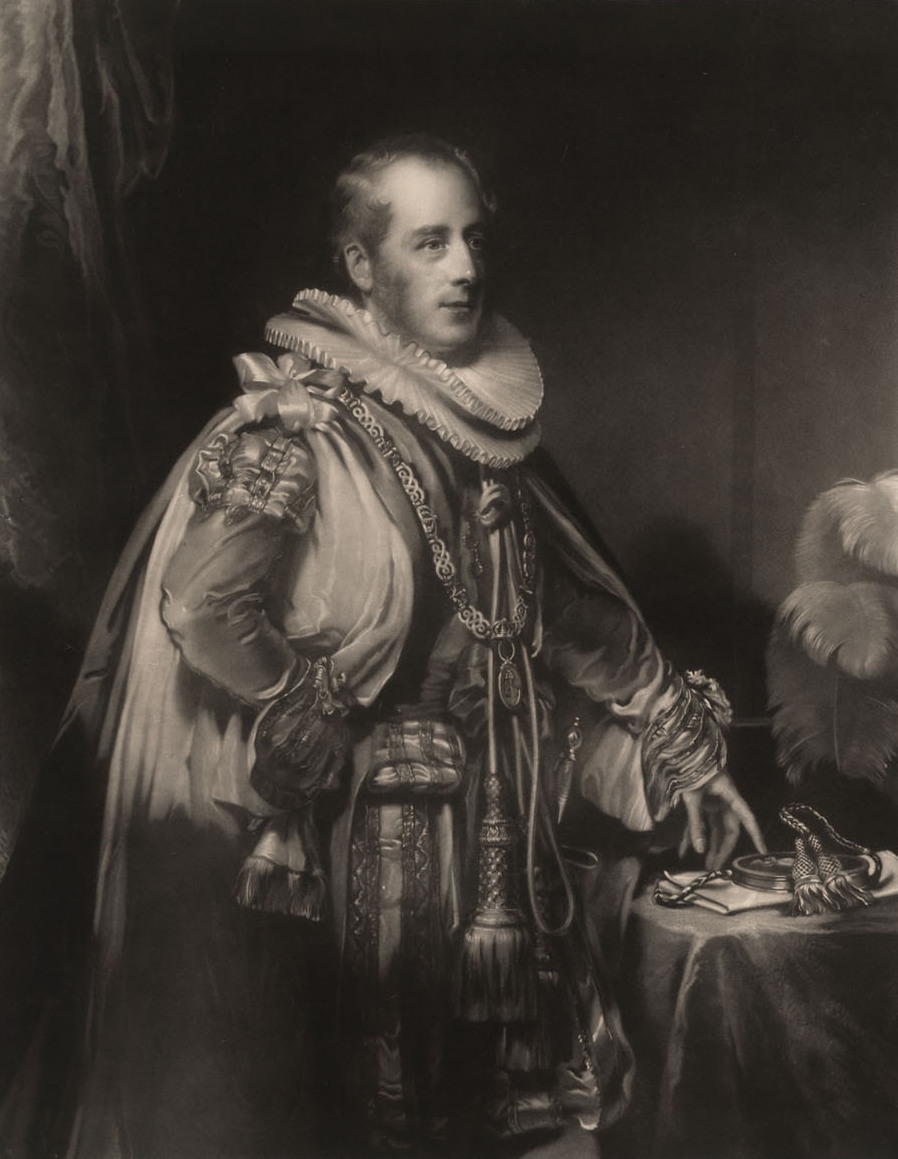
تشارلز باجوت

تم تعيين باجوت بعد وفاة طومسون غير المتوقعة، مع تعليمات صريحة لمقاومة الدعوات إلى حكومة مسؤولة. وصل إلى العاصمة، كينغستون، ليجد أن «الحزب الأوسط» الذي ينتمي إليه طومسون قد أصبح مستقطبًا وبالتالي لا يمكنه تشكيل مسؤول تنفيذي. حتى أن حزب المحافظين أبلغ باغوت بأنه لا يستطيع تشكيل حكومة دون ظم لافونتين والحزب الفرنسي. طالب لافونتين بأربعة مقاعد وزارية، بما في ذلك واحد لروبرت بالدوين. أصيب باجوت بمرض شديد بعد ذلك، وأصبح بالدوين ولافونتين أول رئيس وزراء حقيقيين لمقاطعة كندا. ومع ذلك، لتولي مناصب وزارية، كان على الاثنين الترشح لإعادة انتخابهما. بينما أعيد انتخاب لافونتين بسهولة، فقد بالدوين مقعده في هاستينغز نتيجة لعنف النظام البرتقالي. تم الآن توطيد الاتفاقية بين الرجلين تمامًا، حيث رتب لافونتين لدوين أن يترشح في ريموسكي، كندا الشرقية. كان هذا اتحاد كندا الذي سعوا إليه، حيث تغلب لافونتين على التحيز اللغوي للحصول على مقعد في كندا الإنجليزية، وحصل بالدوين على مقعده في كندا الفرنسية.

#### تشارلز ميتكالف، البارون الأول ميتكالف (1843-1845)

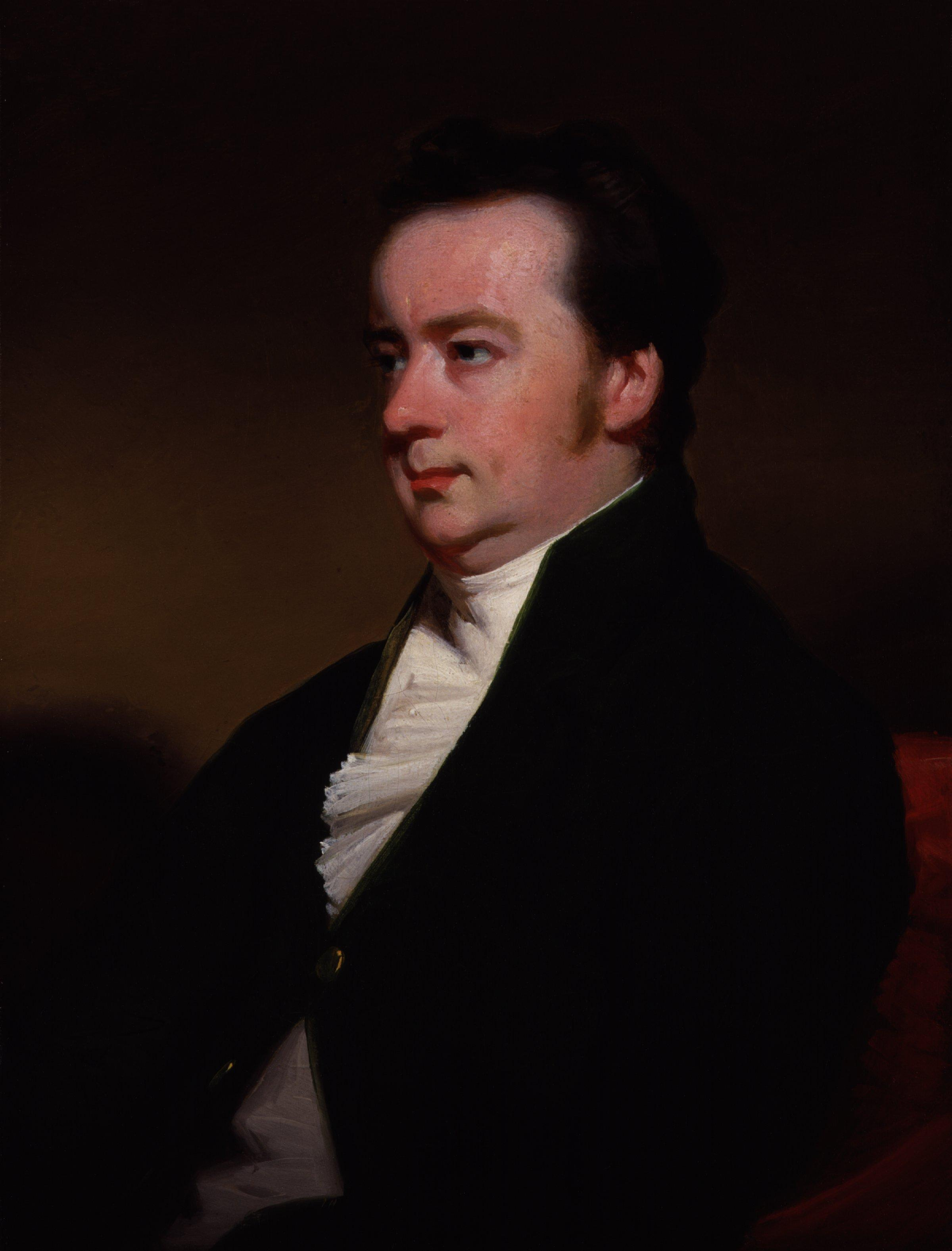
تشارلز ميتكالف

بالكاد استمرت وزارة بالدوين-لافونتين ستة أشهر قبل وفاة الحاكم باجوت أيضًا في مارس 1843. وحل محله تشارلز ميتكالف، الذي كانت تعليماته لفحص حكومة الإصلاح "الراديكالية". عاد ميتكالف إلى نظام طومسون للحكم الاستبدادي المركزي القوي. بدأ ميتكالف في تعيين أنصاره لرعاية المناصب دون موافقة بالدوين ولافونتين، كرؤساء وزراء مشتركين. استقالوا في نوفمبر 1843، وبدأوا أزمة دستورية استمرت لمدة عام. رفض ميتكالف استدعاء الهيئة التشريعية لإثبات عدم ملاءمتها؛ يمكنه أن يحكم بدونها. كانت هذه الأزمة التي استمرت لمدة عام، والتي تم فيها تأجيل الهيئة التشريعية "، آخر علامة على الطريق المفاهيمي لكندا العليا نحو الديمقراطية.

#### تشارلز كاثكارت وإيرل كاثكارت الثاني وبارون غرينوك (1845-1847)
كان كاثكارت ضابط أركان في ولنجتون في الحروب النابليونية، وترقى في الرتبة ليصبح قائدًا للقوات البريطانية في أمريكا الشمالية من يونيو 1845 إلى مايو 1847. كما تم تعيينه إداريًا ثم حاكمًا عامًا لنفس الفترة، حيث ضم لأول مرة أعلى المناصب المدنية والعسكرية. كان تعيين هذا الضابط العسكري في منصب الحاكم العام بسبب التوترات المتزايدة مع الولايات المتحدة بشأن النزاع الحدودي في ولاية أوريغون. كان كاثكارت مهتمًا بشدة بالعلوم الطبيعية، لكنه كان يجهل الممارسة الدستورية، وبالتالي كان اختيارًا غير عادي للحاكم العام. رفض الانخراط في الحكومة اليومية للوزارة المحافظة لوليام درابر، وبالتالي أكد بشكل غير مباشر على الحاجة إلى حكومة مسؤولة. كان تركيزه الأساسي على إعادة صياغة قانون الميليشيا لعام 1846. جعله التوقيع على معاهدة حدود أوريغون في عام 1846 من الممكن الاستغناء عنه.

#### جيمس بروس، إيرل إلجين الثامن (1847-1854)

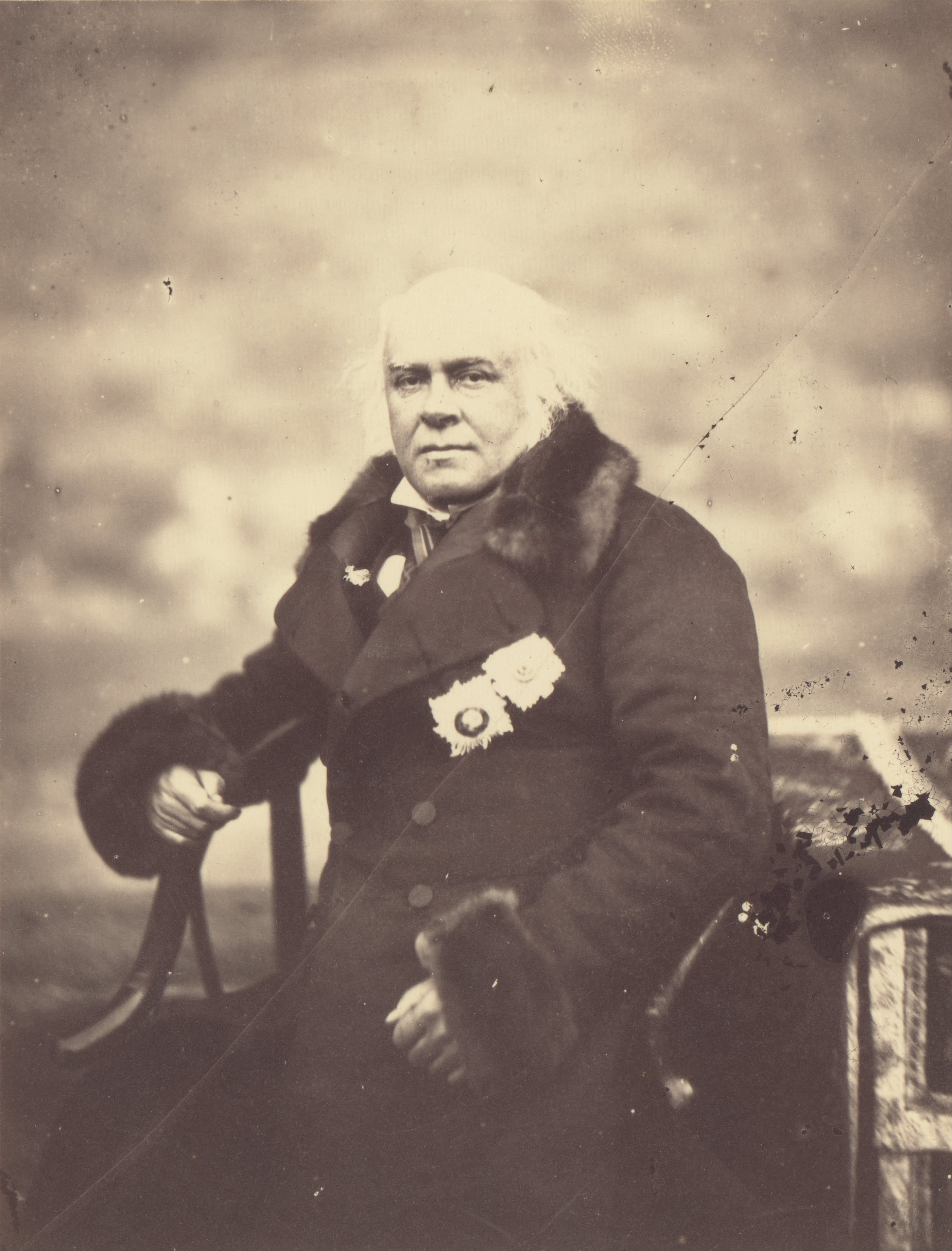
جيمس بروس ، لورد إلجين

كانت زوجة إلجين الثانية، السيدة ماري لويزا لامبتون، ابنة اللورد دورهام وابنة أخت اللورد جراي، مما جعله شخصية مثالية لتقديم حكومة مسؤولة. وحقق حزب الإصلاح فور وصوله نصرا حاسما في صناديق الاقتراع. دعا إلجين لافونتين لتشكيل الحكومة الجديدة، وهي المرة الأولى التي يطلب فيها الحاكم العام تشكيل الحكومة على أساس حزبي. كان الطابع الحزبي للوزارة يعني أن رئيس الوزراء المنتخب - وليس الحاكم - سيكون رئيس الحكومة. سوف يصبح الحاكم العام شخصية أكثر رمزية. سيصبح رئيس الوزراء المنتخب في الجمعية التشريعية الآن مسؤولاً عن الإدارة المحلية والتشريع. كما حرم الحاكم من تعيينات المحسوبية في الخدمة المدنية، والتي كانت أساس سياسة ميتكالف. جاء اختبار الحكومة المسؤولة في عام 1849، عندما أقرت حكومة بالدوين-لافونتين مشروع قانون خسائر التمرد، لتعويض الكنديين الفرنسيين عن الخسائر التي تكبدوها خلال ثورات عام 1837 . منح اللورد إلجين الموافقة الملكية على مشروع القانون على الرغم من معارضة حزب المحافظين المحتدمة وشكوكه الشخصية، مما أثار أعمال شغب في مونتريال، حيث تعرض إلجين نفسه للاعتداء من قبل عصابة أورانج يتحدثون الإنجليزية وتم إحراق مباني البرلمان.

#### إدموند ووكر هيد، البارونت الثامن (1854-1861)

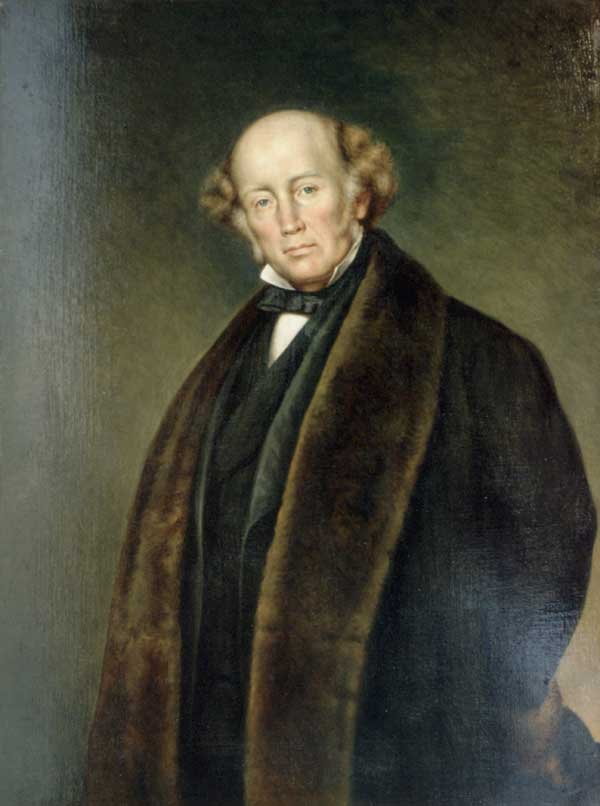
ادموند ووكر هيد

كان تعيين ووكر هيد (ابن عم فرانسيس بوند هيد، الذي أدى حكمه غير الكفؤ في كندا العليا إلى تمرد عام 1837) أمر مثير للسخرية. جادل البعض بأن المكتب الاستعماري كان يقصد تعيين ووكر هيد ليكون حاكمًا لولاية كندا العليا في عام 1836. كان الاختلاف يعني القليل. كان كلا الرجلين مساعدين لمفوضين قانونيين فقراء في ذلك الوقت. أدى تعيين ووكر هيد في ويلز إلى ظهور تشارتست نيوبورت رايزينج هناك في عام 1839. في عهد الرئيس، تم تقديم حكومة حزب سياسي حقيقية مع حزب المحافظين الليبراليين بزعامة جون أ.ماكدونالد وجورج إتيان كارتييه في عام 1856. خلال خدمتهم حدثت أول تحركات منظمة تجاه الاتحاد الكندي .

#### تشارلز مونك، رابع فيكونت مونك (1861-1868)
كان التحالف الكبير لجميع الأحزاب السياسية في الكنديتين في عام 1864 تحت حكم مونك. تم تشكيل التحالف العظيم لإنهاء المأزق السياسي بين كندا الشرقية التي يغلب على سكانها الناطقين بالفرنسية وغرب كندا الناطقين باللغة الإنجليزية. نتج هذا المأزق عن شرط «الأغلبية المزدوجة» لتمرير القوانين في الجمعية التشريعية (أي أغلبية في كل من أقسام شرق كندا وغرب كندا من الجمعية). أدى رفع هذا المأزق إلى ثلاثة مؤتمرات أدت إلى كونفدرالية.

### المجلس التنفيذي لمقاطعة كندا
قام طومسون بإصلاح المجالس التنفيذية في كندا العليا والسفلى من خلال تقديم «رئيس لجان المجلس» للعمل كرئيس تنفيذي للمجلس ورئاسة اللجان المختلفة. الأول كان روبرت بالدوين سوليفان. كما نظم طومسون الخدمة المدنية بشكل منهجي في أقسام كان رؤساءها أعضاء في المجلس التنفيذي. كان الابتكار الآخر هو مطالبة كل رئيس إدارة بالسعي للانتخاب في الجمعية التشريعية.

### المجلس التشريعي
كان المجلس التشريعي لمقاطعة كندا هو مجلس الشيوخ . تم تعيين أعضاء المجالس التشريعية الأربعة والعشرين في الأصل. في عام 1856، تم تمرير مشروع قانون لاستبدال الأعضاء المعينين عن طريق الانتخاب. كان من المقرر انتخاب الأعضاء من 24 قسمًا في كل من كندا الشرقية وكندا الغربية. تم انتخاب اثني عشر عضوا كل عامين من 1856 إلى 1862.
تم تمثيل كندا ويست، بسكانها البالغ عددهم 450.000 نسمة، بـ 42 مقعدًا في الجمعية التشريعية، وهو نفس عدد كندا الشرقية الأكثر اكتظاظًا بالسكان، حيث يبلغ عدد سكانها 650.000 نسمة.
وتعرضت فعالية الهيئة التشريعية لمزيد من العوائق بسبب شرط «الأغلبية المزدوجة» حيث يتعين الحصول على أغلبية الأصوات لتمرير مشروع القانون من أعضاء كل من كندا الشرقية والغربية.
كل إدارة كان يقودها رجلان، واحد من كل نصف المقاطعة. رسميًا، كان أحدهما في أي وقت يحمل لقب رئيس الوزراء ، بينما كان للآخر لقب نائب .

### مجالس المقاطعات
كانت الحكومة البلدية في كندا العليا تحت سيطرة القضاة المعينين الذين جلسوا في محاكم الجلسات الربعية لإدارة القانون داخل المقاطعة. تم دمج عدد قليل من المدن، مثل تورنتو، من خلال قوانين خاصة للهيئة التشريعية. قاد الحاكم طومسون، بارون سيدنهام الأول، تمرير قانون مجالس المقاطعات الذي نقل الحكومة البلدية إلى مجالس المقاطعات. سمح مشروع قانونه باثنين من أعضاء المجلس المنتخبين من كل بلدة، ولكن كان يتم تعيين المأمور والكاتب وأمين الصندوق من قبل الحكومة. وهكذا سمح ذلك برقابة إدارية قوية واستمرار التعيينات الحكومية. عكس مشروع قانون سيدنهام مخاوفه الأكبر للحد من المشاركة الشعبية تحت وصاية مسؤول تنفيذي قوي. تم إصلاح المجالس بموجب قانون بالدوين في عام 1849 مما جعل الحكومة البلدية ديمقراطية حقًا بدلاً من كونها امتدادًا للسيطرة المركزية على التاج. فوضت السلطة إلى الحكومات البلدية حتى تتمكن من رفع الضرائب وسن القوانين الداخلية. كما أنشأ تسلسلاً هرميًا لأنواع الحكومات البلدية، بدءًا بالمدن واستمر في البلدات والقرى السابقة وأخيراً البلدات. كان هذا النظام سائدًا لمدة 150 عامًا قادمة.

## الأحزاب السياسية

### جمعية الإصلاح في كندا

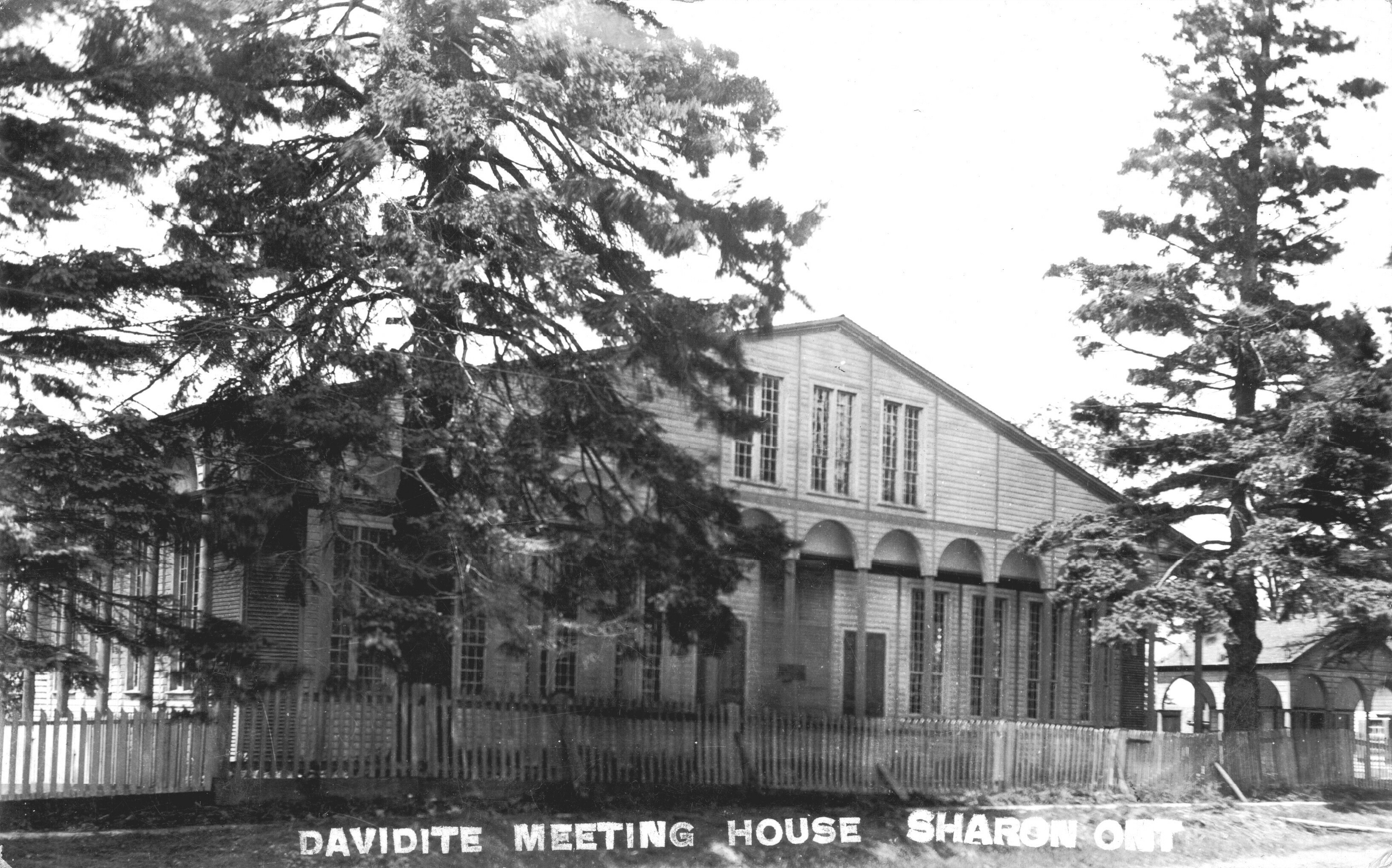
بيت اللقاء الثاني ، شارون ، حيث اجتمعت جمعية الإصلاح في يونيو 1844

خلال الأزمة الدستورية التي استمرت لمدة عام في 1843-1844، عندما قام ميتكالف بتأجيل البرلمان لإثبات عدم أهميته، أنشأ بالدوين «جمعية الإصلاح» في فبراير 1844، لتوحيد حركة الإصلاح في كندا الغربية وشرح فهمهم للحكومة المسؤولة. تم إنشاء اثنين وعشرين فرعا. عقد اجتماع كبير لجميع فروع جمعية الإصلاح في بيت اللقاء الثاني لأطفال السلام في شارون . حضر أكثر من ثلاثة آلاف شخص هذا التجمع للدوين. لم تكن الجمعية، مع ذلك، حزباً سياسياً حقيقياً وكان الأعضاء الأفراد يصوتون بشكل مستقل.

### الحزب الاحمر
تم تشكيل الحزب الاحمر (المعروف أيضًا باسم الحزب الديمقراطي) في كندا الشرقية حوالي عام 1848 من قبل الكنديين الفرنسيين الراديكاليين المستوحى من أفكار لويس جوزيف بابينو، ومعهد مونتريال الكندي، والحركة الإصلاحية التي قادها الحزب الوطني في ثلاثينيات القرن التاسع عشر . مناظلو الحزب لا يعتقدون أن قانون الاتحاد لسنة 1840 قد منح حقا حكومة مسؤولة إلى كندا العليا وكندا السفلى. لقد دافعوا عن إصلاحات ديمقراطية مهمة، وجمهورية، وفصل الدولة عن الكنيسة. في عام 1858، تحالف الحزب مع مسح الحصى Clear Grits . نتج عن ذلك أقصر حكومة كندية عمرًا في التاريخ، حيث سقطت في أقل من يوم واحد.

### مسح الحصى
كان Clear Grits ورثة حركة إصلاح وليام ليون مكنزي في ثلاثينيات القرن التاسع عشر. تركز دعمهم بين مزارعي غرب كندا في جنوب غرب كندا، الذين أصيبوا بالإحباط وخيبة الأمل بسبب حكومة الإصلاح عام 1849 لروبرت بالدوين وفقدان لويس هيبوليت لافونتين للحماس الديمقراطي. دعا Clear Grits إلى الاقتراع العام للذكور، والتمثيل من قبل السكان، والمؤسسات الديمقراطية، وتخفيضات الإنفاق الحكومي، وإلغاء احتياطيات رجال الدين، والتطوع، والتجارة الحرة مع الولايات المتحدة. كان برنامجهم مشابهًا لمنصة الجارتيين البريطانيين. اتحد كل من Clear Grits والحزب الاحمر إلى الحزب الليبرالي الكندي.

### الحزب الازرق
كان الحزب الازرق مجموعة سياسية معتدلة في كندا الشرقية ظهرت عام 1854. لقد استند إلى وجهات النظر الإصلاحية المعتدلة للويس هيبوليت لافونتين.

## تأثير الحكومة المسؤولة
لم يتم تضمين أي حكم للحكومة المسؤولة في قانون الاتحاد لعام 1840. شارك حكام المقاطعة الأوائل عن كثب في الشؤون السياسية، وحافظوا على الحق في جعل المجلس التنفيذي والتعيينات الأخرى دون مساهمة من المجلس التشريعي. 

ومع ذلك، في عام 1848، قام إيرل إلجين، الحاكم العام آنذاك، بتعيين مجلس وزراء رشحه حزب الأغلبية في الجمعية التشريعية، تحالف بالدوين - لافونتين الذي فاز بالانتخابات في يناير. أيد اللورد إلجين مبادئ الحكومة المسؤولة من خلال عدم إلغاء مشروع قانون خسائر التمرد، والذي كان لا يحظى بشعبية كبيرة مع بعض الموالين الناطقين باللغة الإنجليزية الذين فضلوا الإمبراطورية على حكم الأغلبية.
نظرًا لأن كندا الشرقية وكندا الغربية احتلت كل منهما 42 مقعدًا في الجمعية التشريعية، كان هناك مأزق تشريعي بين الإنجليزية (بشكل رئيسي من كندا الغربية) والفرنسية (بشكل رئيسي من كندا الشرقية). كانت غالبية المقاطعة من الفرنسيين، الذين طالبوا بـ "rep-by-pop" (تمثيل من قبل السكان)، وهو ما عارضه الأنجلوفون.
يُعزى منح الحكومة المسؤولة للمستعمرة عادةً إلى الإصلاحات في عام 1848 (بشكل أساسي النقل الفعال للسيطرة على المحسوبية من الحاكم إلى الوزارة المنتخبة). أدت هذه الإصلاحات إلى تعيين حكومة بالدوين - لافونتين الثانية التي أزالت بسرعة العديد من الإعاقات على المشاركة السياسية الفرنسية الكندية في المستعمرة.
بمجرد أن تجاوز عدد السكان الإنجليز، الذي ينمو بسرعة من خلال الهجرة، الفرنسيين، طالب الإنجليز بالتمثيل حسب السكان. في النهاية ، أدى الجمود التشريعي بين اللغتين الإنجليزية والفرنسية إلى حركة من أجل اتحاد فيدرالي نتج عنه الاتحاد الكندي الأوسع في عام 1867.

### النظام الليبرالي
في «إطار النظام الليبرالي: نشرة لاستطلاع التاريخ الكندي» يجادل ماكاي بأن «فئة» كندا «يجب أن تشير من الآن فصاعدًا إلى مشروع حكم محدد تاريخيًا ، وليس جوهرًا يجب أن ندافع عنه أو مساحة فارغة متجانسة يجب علينا تملك. كما هو ومشروع كندا يمكن تحليلها كما غرس والتوسع أكثر من التضاريس غير متجانسة من الليبرالية معينة السياسية والاقتصادية منطق لفيت». الليبرالية التي يكتب عنها ماكاي ليست الليبرالية الخاصة بحزب سياسي معين ، بل هي ممارسات معينة لبناء الدولة تعطي الأولوية للملكية ، أولاً وقبل كل شيء ، والفرد.

## الإنجازات التشريعية

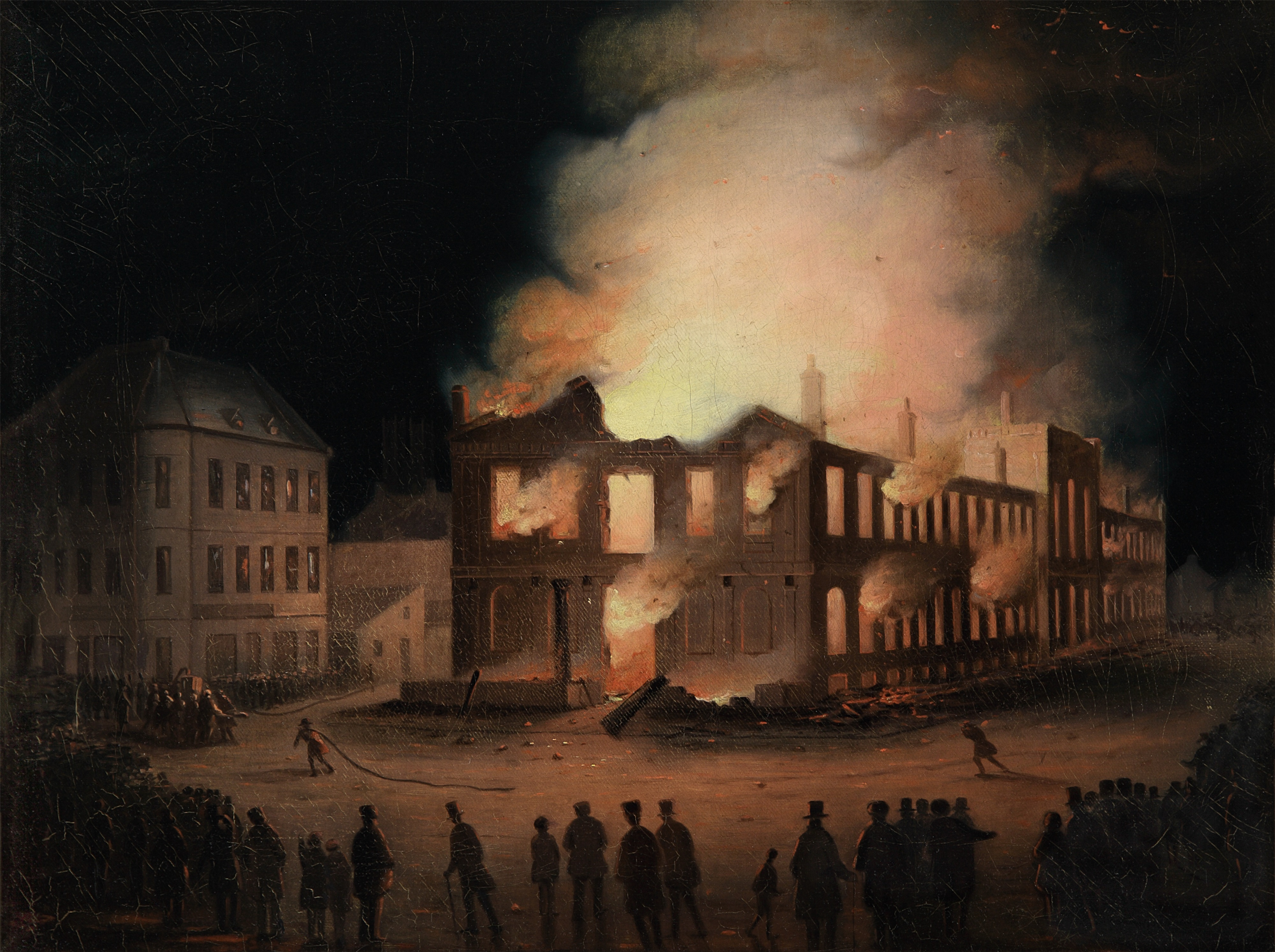
حرق مباني البرلمان ، مونتريال ، 1849

### قانون بالدوين 1849(إصلاح الحكومة البلدية)
استبدل قانون بالدوين ، المعروف أيضًا باسم قانون الشركات البلدية ، نظام الحكومة المحلية القائم على مجالس المقاطعات في كندا الغربية بالحكومة على مستوى المقاطعة. كما منح المزيد من الحكم الذاتي للبلدات والقرى والبلدات والمدن.

### علمنة كلية الملك 1849
في عام 1849، أعيدت تسمية King's College إلى جامعة تورنتو وانقطعت علاقات المدرسة مع كنيسة إنجلترا.

### معاهدة المعاملة بالمثل لعام 1854
كانت معاهدة المعاملة بالمثل الكندية الأمريكية لعام 1854، والمعروفة أيضًا باسم معاهدة إلجين مارسي، معاهدة تجارية بين مقاطعة كندا والولايات المتحدة. غطت المواد الخام وكانت سارية المفعول من 1854 إلى 1865. كان يمثل خطوة نحو التجارة الحرة.
تم تنظيم التعليم في كندا الغربية من قبل المقاطعة من خلال المجلس العام للتعليم من عام 1846 حتى عام 1850، عندما تم استبداله بإدارة التعليم العام ، والتي استمرت حتى عام 1876.
من بين إنجازاتها ، قامت مقاطعة كندا المتحدة ببناء سكة حديد جراند ترانك ، وتحسين النظام التعليمي في كندا الغربية تحت قيادة إجيرتون رايرسون ، وإعادة الفرنسية كلغة رسمية للهيئة التشريعية والمحاكم ، وقننت القانون المدني لكندا السفلى في عام 1866، وألغى النظام seigneurial في كندا الشرقية.
استكشاف غرب كندا والأرض روبرت كان بهدف الضم والاستيطان من أولويات السياسيين كندا الغربية في الخمسينات من القرن التاسع عشر مما أدى إلى باليسير إكسبيديشن وإكسبيديشن النهر الأحمر وهي رحلات استكشافية من هنري يول هند ، جورج جلادمان وسيمون جيمس داوسون.

## تعداد السكان
| عام       | سكان كندا الغربية (العليا) | سكان كندا الشرقية (السفلى) |
| --------- | -------------------------- | -------------------------- |
| 1841      | 455688                     | غير متوفر                  |
| 1844      | غير متوفر                  | 697.084                    |
| 1848      | 725879                     | 765.797 - 786.693 تقديرات  |
| 1851 - 52 | 952.004                    | 890261                     |
| 1860-1861 | 1,396,091                  | 1,111,566                  |

## أعلام
- هوراس ويلسون